# Dasypterus
Genre
Dasypterus est un genre de chauves-souris américaines de la famille des Vespertilionidae.

## Taxonomie
Le taxon est initialement proposé comme sous-genre Atalapha en 1870 par le naturaliste et explorateur allemand Wilhelm Peters, pour inclure les chauves-souris au pelage jaune, les différenciant ainsi des chauves-souris au pelage roux. La différence anatomique la plus remarquable est celle de présenter un prémolaire unique dans chaque demi-maxillaire, tandis que Lasiurus en présente deux.
En 1893, le zoologiste américain Harrison Allen établit le genre Dasypterus. À partir de ce moment, sauf George Gaylord Simpson, on confirme cette catégorie taxonomique supérieure, l'avis d'Ángel Cabrera est déterminant.
En 1961, E. Raymond Hall et J. Knox Jones Jr. réintroduisent Dasypterus comme sous-genre du genre Lasiurus, ce qui n'est accepté que par une partie de la communauté scientifique, par exemple Nancy B. Simmons en 2005 ou Gardner et Handley en 2008, tandis que d'autres, comme A. M. Husson, Rubén Marcos Barquez, Michael A. Mares ou Janet K. Braun, continuent à soutenir sa reconnaissance en tant que genre indépendant, en s'appuyant sur sa morphologie. Cette considération générique est confirmée en 2015 par une étude génétique effectuée par Amy B. Baird, Janet K. Braun, Michael A. Mares, Juan Carlos Morales, John C. Patton, Christina Q. Tran et John W. Bickham, en s'appuyant sur quatre locus du génome mitochondrial et du chromosome Y. En 2016, Alan C. Ziegler, Francis G. Howarth et Nancy B. Simmons en font un sous-genre. En 2017, Amy B. Baird, Michael A. Mares, John C. Patton et John W. Bickham, auxquels se sont joints Janet K. Braun, Mark D. Engstrom, Ashlyn C. Holbert, Maritza G. Huerta et Burton K. Lim, présentent des arguments pour justifier le genre. En 2018, Roberto Leonan Morim Novaes, Guilherme Siniciato Terra Garbino, Vinícius Cardoso Cláudio et Ricardo Moratelli conviennent de le situer à un sous-genre, entre autres raisons, pour préserver la stabilité des noms scientifiques très utilisés par les spécialistes, ce qui rendrait plus difficile la recherche d’informations sur les taxons qui les composent. Comme Lasiurus était auparavant monophylétique, certains auteurs voient la création de deux nouveaux genres - Aeorestes et Dasypterus - comme une solution à quelque chose qui n'était pas un problème. Teta préconise d'utiliser Aeorestes comme sous-genre et de conserver l'utilisation de Dasypterus en tant que telle.
Au sein de la tribu Lasiurini, les Dasypterus sont liées aux Lasiurus. La division entre les deux clades s'est produite il y a environ 18,5 millions d'années. Au sein de Dasypterus, D. xanthinus est la lignée la plus basique, génétiquement éloignée des autres entre 17 et 19 %. D. insularis et D. intermedius ont une divergence d'environ 13 %. Les populations sud-américaines de D. ega sont éloignées d’environ 9 % de celles d'Amérique centrale et nord, elles ont divergé les unes des autres il y a 2,63 millions d'années.

## Espèces
Le genre comprend quatre espèces :
- Dasypterus ega (Gervais, 1856)
  - Dasypterus ega ega (Gervais, 1856)
  - Dasypterus ega argentinus Thomas, 1901
  - Dasypterus ega caudatus (Tomes, 1857)
  - Dasypterus ega fuscatus Thomas, 1901
  - Dasypterus ega panamensis Thomas, 1901
- Dasypterus insularis (en) Hall & Jones, 1961
- Dasypterus intermedius (H. Allen, 1862)
  - Dasypterus intermedius intermedius (H. Allen, 1862)
  - Dasypterus intermedius floridanus Miller, 1902
- Dasypterus xanthinus (Thomas, 1897)

## Répartition
Les espèces de Dasypterus sont largement réparties sur le continent américain, depuis les États-Unis au nord jusqu'au centre de l'Argentine au sud.

## Écologie et comportement
Le régime alimentaire est principalement insectivore.